# The Kid Is All Right
The Kid Is All Right é o sexto episódio da vigésima quinta temporada do seriado de animação de comédia de situação The Simpsons, e exibido originalmente em 24 de novembro de 2013. O episódio foi escrito por Tim Long e dirigido por Mark Kirkland.

## Enredo
Uma nova aluna chamada Isabel Gutierrez chega a Escola Elementar de Springfield e torna-se a melhor amiga de Lisa. Contudo, ela descobre que Isabel é republicana. Ambas tornam-se candidatas a eleição do segundo grau, onde Anderson Cooper é o moderador.

## Recepção

### Crítica
Dennis Perkins, do The A.V. Club deu o episódio um B-, dizendo que "Se há uma falha maior, com o episódio, é que [ele] não é apenas muito engraçado. [...] O episódio parece contente em deixar Lisa aprender (e ensinar) uma lição boa para si memsa, e eu estava estranhamente contente com isso."

### Audiência
Em sua exibição original, o episódio foi assistido por 6,78 milhões de espectadores e recebeu 3 pontos de audiência, tornando-se o show mais assistido da FOX naquela noite durante o bloco Animation Domination, que exibiu American Dad!, Bob's Burgers e Family Guy.